# Middle Sea Race

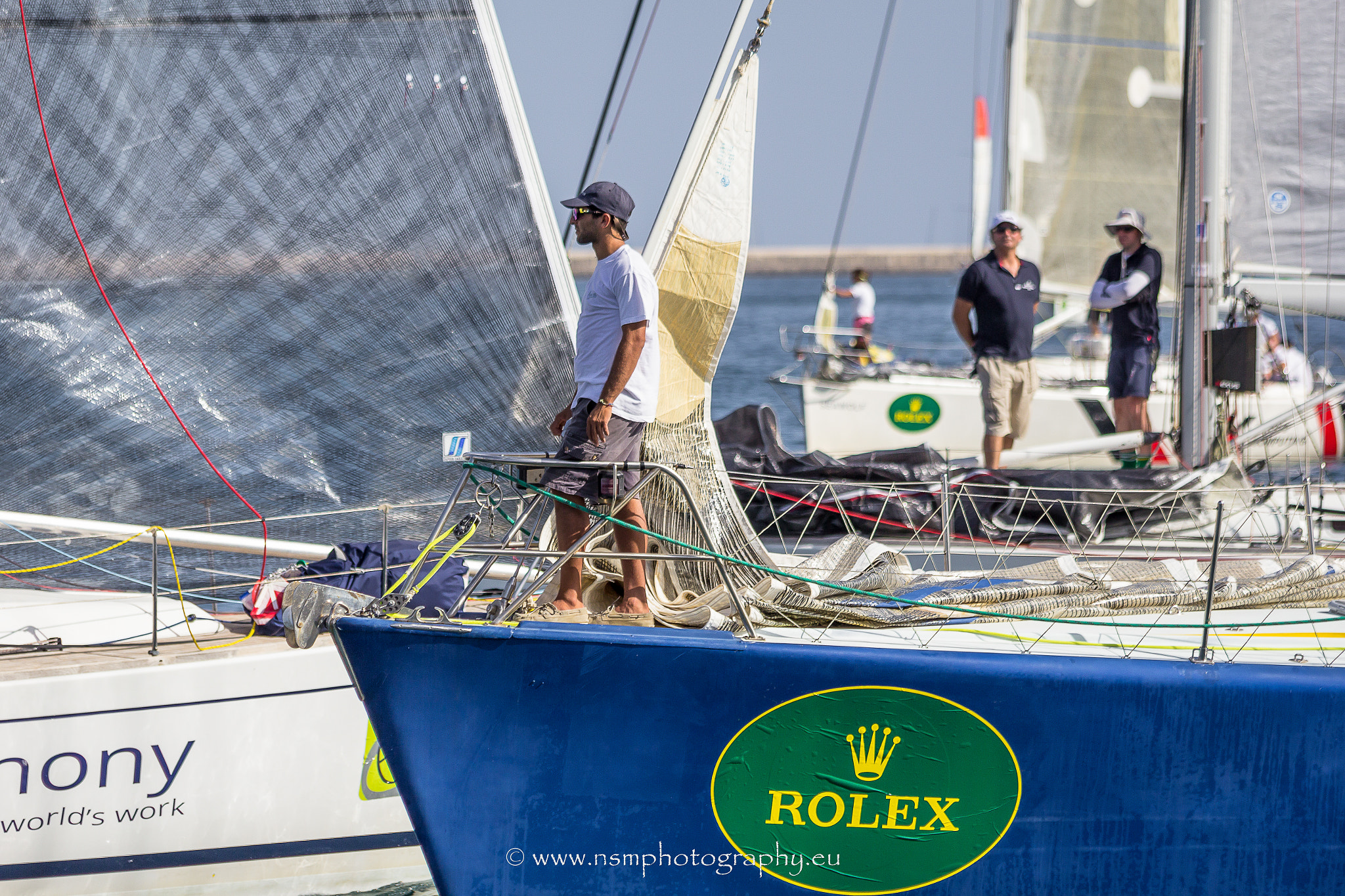
An Bord einer Yacht während des Middle Sea Race, 2014

Das Middle Sea Race oder offiziell Rolex Middle Sea Race, seitdem der Sponsor Rolex die Finanzierung des Rennens sicherstellt, ist eine Regatta rund um Sizilien. Die Wettfahrt wird organisiert vom Royal Malta Yacht Club (RMYC) in Kooperation mit dem Royal Ocean Racing Club (RORC). Im Jahr 1968 wurde die Regatta vom Royal Malta Yacht Club gemeinsam mit dem Royal Ocean Racing Club (RORC) mit Vereinssitz in London gegründet und erstmals ausgetragen.
Das Rolex Middle Sea Race hat eine Länge von 606 Seemeilen (1.122 km) mit Start- und Zielpunkt Malta und führt seit 1978 die Segelflotte gegen den Uhrzeigersinn (links herum) rund um die italienische Insel Sizilien, einschließlich der Liparischen und der Ägadischen Inseln sowie der Inseln Pantelleria und Lampedusa.
Diese Regatta zieht ebenso wie die Sydney-Hobart-Regatta viele große Rennyachten an, um die prestigeträchtigen Line Honours (First Ship Home) zu gewinnen.

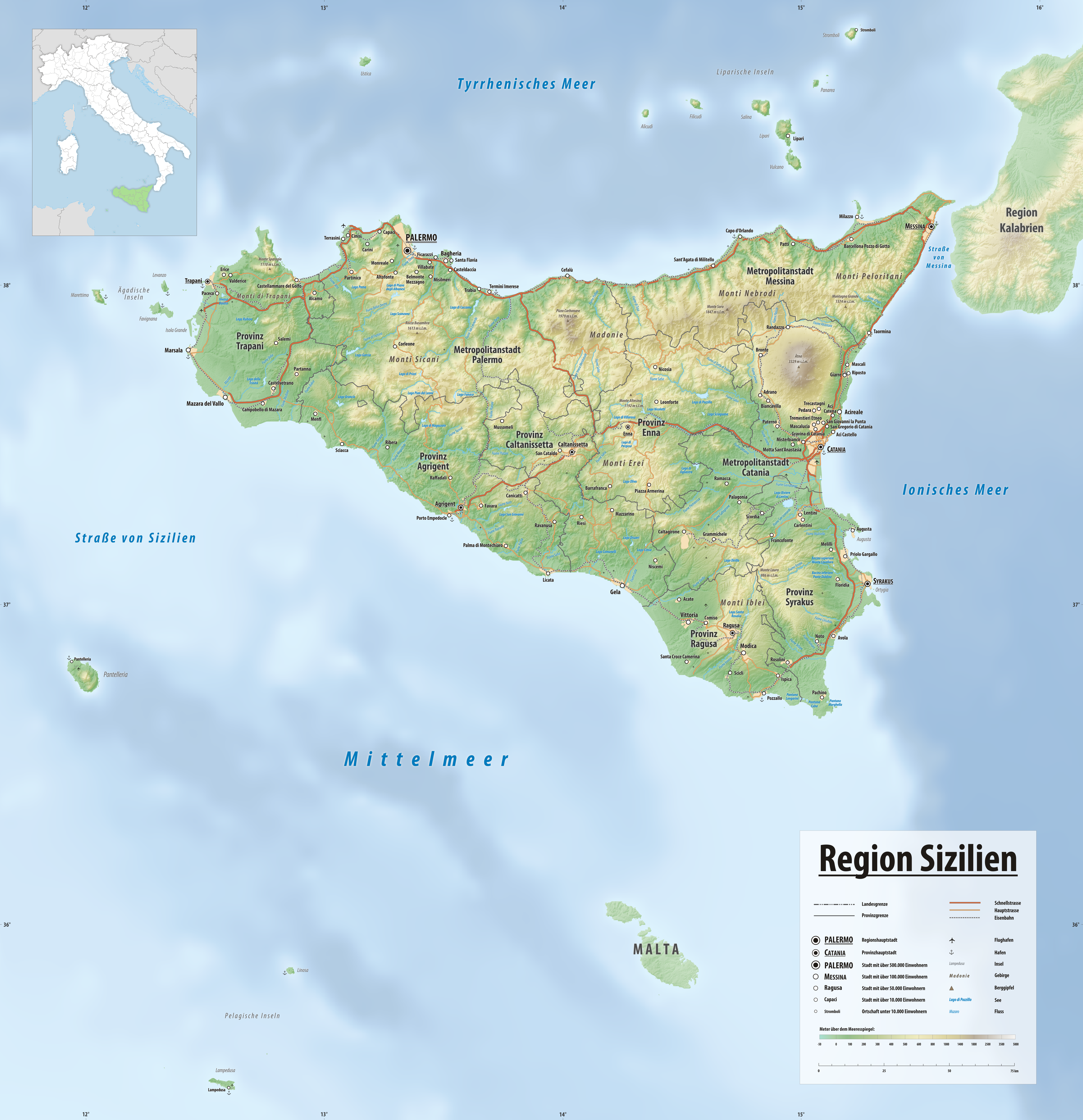
Reliefkarte Sizilien

## Geschichte
Das Rolex Middle Sea Race entstand aus der sportlichen Rivalität zwischen den britischen Seglern Alan Green und Jimmy White mit Wohnsitz in Malta und zwei maltesischen Seglern, Paul und John Ripard, beide Mitglieder des Royal Malta Yacht Club. Alan Green (der später Sekretär des Royal Ocean Racing Club (RORC) werden sollte) und Jimmy White schlugen einen längeren Regatta-Kurs vor, als es in der Region üblich war und der einen anspruchsvollen Wettbewerb bei windigeren Herbstbedingungen bieten sollte. Der ursprüngliche Vorschlag war ein Kurs, der in Malta startet und in Syrakus auf Sizilien endet. Dann sollte im nächsten Jahr in Syrakus gestartet werden mit dem Ziel Malta, und dann jährlich im Wechsel.

### Der Beginn
Nach den ersten Planungen bestand Paul Ripard darauf, dass sich das Rennen auf Malta konzentrieren sollte, sowohl beim Start als auch im Ziel. Der Kurs war nun im Wesentlichen eine Umrundung Siziliens im Uhrzeigersinn einschließlich der Inseln Lampedusa und Pantelleria und den Ägadischen und Äolischen Inseln. Es war etwas länger als die etablierte Offshore-Regatta Fastnet Race des Royal Ocean Racing Club, das seit 2001 auch von Rolex gesponsert wird.
Die Brüder Ripard präsentierten die Idee ihrem Heimatverein dem Royal Malta Yacht Club. Das Komitee des RMYC unterstützte begeistert das Konzept trotz nur sechsmonatiger Vorankündigung des Eröffnungsrennens im Jahr 1968. Alan Green sagte zu, die Veranstaltung unter zwei Bedingungen durchzuführen: Er erhielt die volle Autorität über die Arrangements und die Zusage am Rennen teilnehmen zu dürfen.

„Die Qualitäten, die Herausforderung und die Anziehungskraft die das Segeln auf den Meeren der klassischen Geschichte mit spektakulären Landschaften bietet, darunter zwei aktive Vulkane, die einzige Gezeitenstraße im Mittelmeer und die freundliche Inselbasis Malta mit seinem britischen Erbe - und nicht zuletzt die Wärme des Wassers im Herbst - standen in scharfem Kontrast zu den Erfahrung des Offshore-Rennsports in kalten, nördlichen Gewässern. Als ich die Länge der Regatta den Fastnet-, Bermuda- und Sydney-Hobart-Rennen anpasste, war ich mir sicher, dass wir eine Erfolgsformel hatten.“

Malta hat das Rennen von Anfang an und in allen Bereichen befürwortet. Maltas damaliger Generalgouverneur, Sir Maurice Dorman, war auch der Kommodore des RMYC und wurde einer der frühen Unterstützer. Die Hilfe kam von allen Seiten. Vizekommodore Oberst G. Z. Tabona stellte Haubitzen der Royal Malta Artillery für Salutschüsse bereit, Sir Hannibal Scicluna, Leiter der Museums Department of Malta, stimmte der Nutzung von Fort Manoel im Hafen von Marsamxett zu, um den Start und die Rennkontrolle zu beherbergen. Die Royal Navy richtete Telefonverbindungen ein und das Malta Electricity Board stellte die Stromversorgung und die Beleuchtung sicher. Während des Rennens flog ein Aufklärungsflugzeug der Royal Air Force, um täglich Fotos zu machen. Britische und italienische Kriegsschiffe der Marine waren im Streckenbereich stationiert, um bei der Positionsberichterstattung zu helfen.
Für das erste Rennen 1968 gingen acht Meldungen ein. Alan Green und Jimmy White traten auf der Yacht Sandettie an, John Ripard sicherte sich eine Swan 36 namens Josian und Paul Ripard segelte an Bord der legendären Maxi-Yacht Stormvogel. Die italienische Marine (Marina Militare) startete mit ihrer Trainingsyacht Stella Polare. Weitere Teilnehmer waren: die Nicholson 32 Barada, Pedlar, Yanda und Dream of Holland (die bei Pantelleria aufgab). Während Stormvogel als erste Yacht ins Ziel kam, erreichte die Yacht Josian den Gesamtsieg nach berechneter Zeit, was John Ripard und Malta einen wegweisenden Auftaktsieg bescherte.

### Die Trophäe
Emvin Cremona, einer der führenden Künstler des Landes, dessen Briefmarken auffällig und originell waren, wurde über das Malta Tourist Board beauftragt, die Haupttrophäe (Boccale del Mediterraneo Trophy) für das Rennen zu gestalten. In Bronze gegossen, bestätigt das Trophäendesign kraftvoll und einzigartig die Verbindung zwischen Segeln und Malta.

### In den letzten Jahren
Im Jahr 1978 wurde beschlossen, die Umrundungsrichtung umzukehren und zukünftig gegen den Uhrzeigersinn (links herum) um Sizilien zu segeln.
Das Rennen wurde nach 1983 einige Jahre lang nicht ausgetragen, bis 1996 das Komitee des Royal Malta Yacht Club die Entscheidung traf, das Rennen wieder aufzunehmen.
Im Jahr 2001 versuchte ein neues Komitee des RMYC neue Ideen in das Middle Sea Race einzubringen. Innovative Marketingideen wurden eingeführt und die Suche nach einem Sponsor eingeleitet. Ein Jahr später kam 2002 Rolex SA als Titelsponsor an Bord. Seitdem verzeichnet die Veranstaltung jedes Jahr eine Rekordzahl von Teilnehmer-Meldungen und hat auch eine erstaunliche Steigerung der Qualität der Teilnehmer verzeichnet. Obwohl größere Boote regelmäßig mit neuen technologischen Verbesserungen wie Code Zeros, schwenkbare Kiele und neue Bugformen teilnehmen, blieb der Kursrekord sieben Jahre lang ungeschlagen. Man hielt den Streckenrekord von 64 Stunden, 49 Minuten und 57 Sekunden für unschlagbar.
Im Jahr 2006 war eine Rekordflotte von 68 Yachten am Start. Einige der größten und schnellsten Renn-Einrumpfyachten der Welt, darunter Alfa Romeo, Morning Glory, ABN Amro 1 und Maximus, bis hin zu einigen der besten Cruiser-Yachten nahmen teil. Im Ziel gab es ein Nervenkitzeln: Hasso Plattners Morning Glory belegte den ersten Platz unter den größeren Yachten, musste aber zwei Tage warten, bis zwei der kleinsten Boote das Ziel erreichten, bevor der Sieg bestätigt werden konnte. Die zweihändige Crew von Shaun Murphy und Ric Searle auf der J-105 Slingshot und die junge Crew auf Lee Satarianos J-109 Artie waren nah dran nach berechneter Zeit zu gewinnen. Es reichte aber nur als Dritter und Zweiter in der Gesamtwertung, etwas mehr als 2 Stunden außerhalb der Siegerzeit.
Im Jahr 2007 fegten schwere Stürme auf der Nordseite Siziliens durch die Flotte. Dutzende von Booten zogen sich in der ersten Nacht zurück und mussten in verschiedenen Häfen entlang der Ostküste Siziliens Schutz suchen. Auch Loki verlor ihr Ruder und die Crew musste die Yacht verlassen. George David an Bord der Rambler stellte mit 1 Tag, 23 Stunden, 55 Minuten und 3 Sekunden einen neuen Streckenrekord auf.
Das Jahr 2008 verzeichnete eine Rekordzahl von Teilnehmern. 78 Boote starteten in das Rennen und nach leichtem Wind zu Beginn des Rennens kam es zu Gewitter im zweiten Teil. Thierry Bouchard, an Bord von Spirit of Ad Hoc, gewann in einem Beneteau 40.7. Er gewann auch die ORC-Division und holte sich die Boccale Del Mediterraneo Trophy.
2016 wird als ein Rennen mit mehreren Dimensionen in Erinnerung bleiben. Gesamtsieger war Vincenzo Onoratos mit der italienischen Yacht Mascalzone Latino vom Typ Cookson 50. George Davids Rambler 88 aus den USA gewann das zweite Jahr in Folge als Einrumpfboot die Line Honors und Giovanni Soldinis italienische Yacht Maserati vom Typ Multi70 gewann die Multihull-Klasse und stellte einen neuen Rennrekord in dieser Kategorie auf. In der Multihull-Klasse waren alle Augen auf den Wettkampf zwischen Lloyd Thornburgs amerikanischem MOD70 Phaedo3 und Maserati gerichtet. Maserati kam mit einem Strukturschaden in Malta an und konnte sein komplettes Folierungspaket nicht nutzen, während Phaedo3 einen Vorteil hatte und dies untermauerte, indem er von Anfang an die Führung übernahm, da Maserati beim Verlassen von Grand Harbour einen konservativeren Ansatz verfolgte. Phaedo3 schien unangreifbar, aber ein katastrophaler Fehler in der Navigation führte dazu, dass Phaedo3 es nicht schaffte, ihren eigenen Rekord zu brechen.
Im Jahr 2018 startete eine rekordverdächtige Flotte zum 50-jährigen Jubiläum des Rolex Middle Sea Race. Auf 130 Yachten aus 29 Ländern starteten die erfahrene Segler, unerschrockene Erstteilnehmer und diejenigen, die nach jahrzehntelanger Abwesenheit nach Malta zurückgekehrt sind. Rambler war First Ship Home, während die Yacht Recommandé von Géry Trentesaux' Courrier die Rolex Middle Sea Race-Trophäe nach berechneter Zeit gewann.

## Streckenrekord

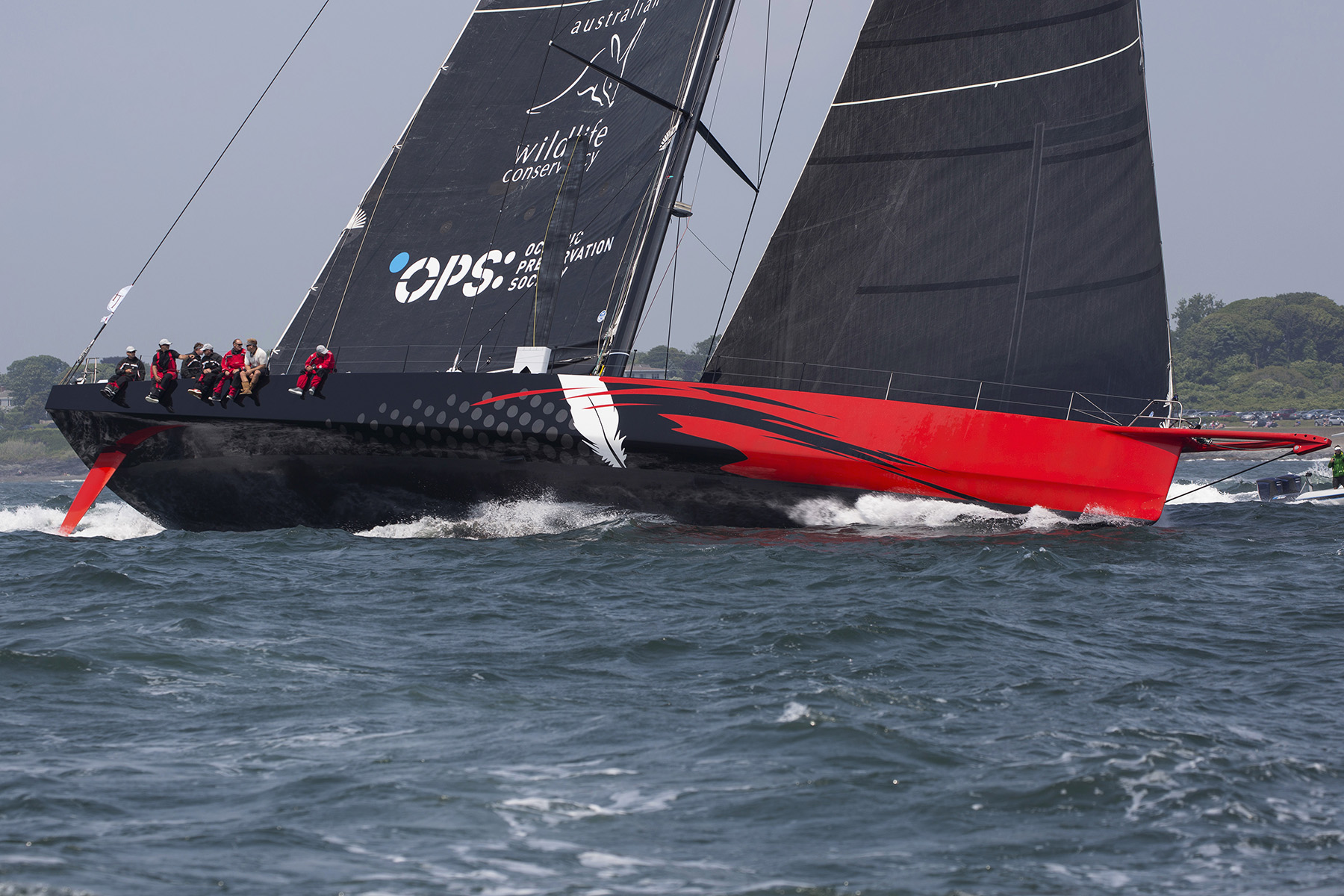
Super-Maxi Comanche, 2015

Im Oktober 2021 stellte die 100 Fuß große (30,45 m) Super-Maxi Rennyacht Comanche einen neuen Rennrekord mit 40 Stunden, 17 Minuten und 50 Sekunden auf. Der seit 2007 bestehende Rekord wurde bei dieser 42. Auflage des Rolex Middle Sea Race um siebeneinhalb Stunden unterboten.
| Jahr | Yacht             | gesegelte Zeit   | Eigner/Skipper       | Land               |
| ---- | ----------------- | ---------------- | -------------------- | ------------------ |
| 2021 | Comanche          | 40 h, 17 m, 50 s | Mitch Booth          | Cayman Islands     |
| 2007 | Rambler           | 47 h, 55 m, 3 s  | George David         | Vereinigte Staaten |
| 2000 | Zephyrus IV       | 64 h, 49 m, 57 s | Robert McNeil        | Vereinigte Staaten |
| 1998 | Riviera di Rimini | 72 h, 50 m, 42 s | Giorgio Benvenuti    | Italien            |
| 1978 | Mistress Quickly  | 79 h, 20 m, 57 s | Bill Whitehouse Vaux | Bermuda            |
| 1973 | War Baby          | 86 h, 46 m, 33 s | Warren Brown         | Bermuda            |
| 1968 | Stormvogel        | 146 h, 9 m, 45 s | Cornelious Bruynzeel | Niederlande        |